# Gerardo Hemmer
Gerardo Suárez Lomelín (Ciudad de México, 21 de mayo de 1970-Ciudad de México, 3 de septiembre de 1995), conocido como Gerardo Hemmer, fue un actor mexicano. Tuvo una corta carrera dentro del medio artístico pero apareció en algunas telenovelas producidas por Televisa de las cuales destacan Corazón salvaje (1993-94), y Prisionera de amor (1994). 
Su último trabajo fue en 1995 protagonizando la telenovela, La paloma, misma que fue cancelada luego de su imprevista muerte acaecida el 3 de septiembre del mismo año.  

## Biografía y carrera

### Primeros años
Gerardo Suárez Lomelín nació el 21 de mayo de 1970 en Ciudad de México, siendo hijo de Federico Suárez Hemmer y María del Carmen Lomelín Barreda.

### Trayectoria actoral
Tras concluir su educación académica y prepararse tomando clases profesionales de actuación, debutó como actor en 1992, participando con un papel secundario en la telenovela, La sonrisa del diablo. Entre 1993 e inicios de 1995, su carrera prosiguió con personajes de apoyo que en su mayoría pasaron desapercibidos, interviniendo en películas, series y telenovelas como Hombres de Acero (1993), Corazón Salvaje (1993-94), Amor que mata (1994), Prisionera de amor (1994), y Mujer, casos de la vida real (1993-95).
A mediados de 1995, específicamente en el mes de agosto, fue presentado como protagonista del melodrama, La paloma, convirtiendo de este en su debut y su único rol como actor estelar. Dicha producción estuvo al aire durante tres semanas y contó con cincuenta capítulos, siendo cancelada en octubre del mismo año tras la inesperada muerte de Hemmer. El argumento de la trama tuvo que ser modificado, por lo que la emisión concluyó abruptamente con su personaje siendo asesinado, finalizando la novela proyectando un graficó con una dedicatoria en su memoria.

## Muerte
De acuerdo al vigilante de un edificio departamental, conocido como el complejo Residencial Insurgentes Sur, ubicado en Tlalpan, Ciudad de México, donde Hemmer tenía un condominio, la noche del 1 de septiembre de 1995, lo vio con vida por última vez ingresando a su departamento. Transcurridos cuatro días, el 5 de septiembre, los encargados del inmueble comenzaron a preocuparse, ya que Gerardo no había dado señales de vida, ni había salido a ninguna parte desde su llegada el día primero. Ante esto, decidieron abrir su departamento para averiguar que sucedía, hallando el cuerpo de Hemmer en estado de descomposición, lo que significo su muerte a los 25 años de edad.
Aunque inicialmente se dijo que había muerto por asfixia debido a una fuga de gas butano ocurrida en su departamento, y a partir de 2017, se empezó a desinformar con una historia falsa sobre un supuesto asesinato por un crimen pasional, ambos datos fueron desmentidos al encontrarse su acta de defunción, en la que se dictaminó que su muerte ocurrió cerca del 3 de septiembre a causa de una congestión visceral generalizada. La misma también reveló que estaba casado con una mujer llamada Alicia Aguerrebere Salido de 27 años, y que su cuerpo fue cremado en el Panteón Español, desconociéndose cuál fue el destino o lugar de descanso final de sus cenizas.

## Filmografía

### Cine
| Año  | Título           | Papel   |
| ---- | ---------------- | ------- |
| 1993 | Hombres de acero | Gerardo |
| 1994 | Amor que mata    | Javier  |

### Televisión
| Año        | Título                       | Papel             | Notas                                                                                       |
| ---------- | ---------------------------- | ----------------- | ------------------------------------------------------------------------------------------- |
| 1992       | La sonrisa del diablo        | Genaro Galicia    |                                                                                             |
| 1993-94    | Corazón salvaje              | Joaquín Martínez  |                                                                                             |
| 1993, 1995 | Mujer, casos de la vida real | Varios personajes | Episodios: «Feliz cumpleaños querida» (1993) «Remordimiento» (1995) «No soy para ti» (1995) |
| 1994       | Prisionera de amor           | Alex Monasterios  |                                                                                             |
| 1995       | La paloma                    | Rafael Estrada    |                                                                                             |